# Aboud
Aboud (àrab: عابود, ʿĀbūd) és una vila palestina en la governació de Ramal·lah i al-Bireh al centre de Cisjordània, situada 22 kilòmetres al nord-oest de Ramal·lah i 30 al nord de Jerusalem. Segons l'Oficina Central d'Estadístiques de Palestina (PCBS), tenia 2.667 habitants en 2016. Limita amb al-Lubban al nord-est i Bani Zeid al nord-oest. La població és mixta musulmana i cristiana, principalment ortodoxos orientals. Vora la vila hi ha nombroses deus naturals, les fonts del riu Yarkon.

## Història
S'hi ha trobat ceràmica de l'Edat de Ferro, romana d'Orient, croada/aiúbida i mameluca. Hi ha evidències arqueològiques que el poble estava habitat durant les èpoques romana, romana d'Orient, croada, aiúbida, mameluc i otomana.

### Època medieval
Durant el Califat Fatimita, en 1030, un monjo cristià d'Aboud anomenat Elies va copiar els manuscrits siríacs a Antioquia. Més tard va tornar a Aboud i va fundar el monestir Deir al-Kaukab prop de la vila. Una inscripció en siríac palestí a l'església de Santa Maria d'Aboud indica que l'església existia al poble com a mínim des del 1058, també durant la dominació fatimita.
En 1099, Aboud i gran part de Síria van ser conquerits pels Croats europeus. Durant el període del croat, Aboud va ser coneguda per ells com a Casale Santa Maria. En aquella època, era un poble agrícola no fortificat habitat principalment per cristians ortodoxos locals. Una minoria de la població estava formada per colons croats. Els croats van realitzar millores i afegits a l'església, com ara la nau i la nau lateral nord.
En 1104, Mufarij ibn Abu al-Hayr al-Abudi, un monjo d'Aboud, va copiar manuscrits siríacs al Monestir de Santa Caterina al Sinaí. En 1167, Casale Santa Maria va ser venuda pel rei Balduí IV de Jerusalem als cavallers hospitalers. A partir del 1176, van utilitzar els ingressos del poble per subministrar pa blanc als malalts de l'hospital de Jerusalem.
En 1225, Yaqut al-Hamawí va assenyalar que Aboud era un "petit poble a la província de Filastin, vora Jerusalem. El nom és hebreu, i [ha] esdevingut arabitzat." En un altre moment del segle xiii, un monjo d'Aboud, Sarur ibn Abd al-Masih al-Abudi, va fer còpies de manuscrits sirians al Caire. La part meridional d'Aboud va ser fundada al segle xiii o XIV, durant el domini mameluc. Dos mausoleus adornats en aquesta part d'Aboud van ser construïts durant el període mameluc. L'historiador àrab al-Maqrizi ho va esmenar en el segle xiv.

### Època otomana
Aboud com a part de Palestina va ser incorporada a l'Imperi Otomà. En els registres fiscals de 1553-57 Aboud tenia 35 famílies, 19 d'elles cristianes i 16 musulmanes. En els registres fiscals otomans de 1596 fou classificada com a part de la nàhiya o subdistricte de Ramla, al Sanjak de Gaza. La seva població va seguir sent la mateixa, amb 19 famílies cristianes i 16 llars musulmanes, i els habitants pagaven impostos sobre blat, ordi i altres productes. Més tard es va ser designada com a part de la regió administrativa de Bani Zeid, encara sota els otomans.
In 1870 l'explorador francès Victor Guérin va trobar que Aboud tenia 800, la meitat ortodoxos grecs i la meitat musulmans, mentre que una llista de viles otomanes de la mateixa època mostra que hi vivien 225 musulmans en 69 cases, i 170 ortodoxos grecs en 66 cases, tot i que el recompte de població només incloïa homes.
En 1882 el Survey of Western Palestine del Fons per a l'Exploració de Palestina va descriure la vila com «un poble cristià gran i pròsper, de pedra, les cases gairebé totes marcades amb la Creu en pintura vermella,» amb una població de 400 cristians ortodoxos i 100 musulmans.
En 1896 la població d'Abud era estiamda en uns 303 musulmans i 366 cristians.

### Època del Mandat Britànic
En el cens de Palestina de 1922, organitzat per les autoritats del Mandat Britànic, Aboud tenia 754; 352 musulmans i 402 cristians. Aquests incloïen 335 ortodoxos, 41 catòlics romans, i 26 de l'Església d'Anglaterra. En el cens de 1931 la població havia augmentat a 910; 470 cristians i 440 musulmans, en 215 cases. Els cristians vivien principalment a la part antiga, més al nord d'Aboud, mentre que els musulmans vivien a la part sud, més nova.
En 1945, la població era de 1,080; 550 musulmans i 530 cristians. L'àrea total de terra era de 15,007 dúnams, segons una enquesta oficial de terra i població. D'aquests, 4,843 dúnams eren per a plantacions i terra de rec, i 1,905 per a cereals, mentre 55 dúnams eren classificats com a sòl edificat.

### Després de 1948
En la vespra de guerra araboisraeliana de 1948, i després dels acords d'armistici araboisraelians de 1949, Aboud fou ocupada pel regne haixemita de Jordània. Després de la Guerra dels Sis Dies de 1967 va romandre sota l'ocupació israeliana.

## Antigues esglésies
Al costat d'Aboud hi ha un antic monestir anomenat Santa Bàrbara. Situat en un turó a l'oest del poble, l'església de Santa Bàrbara es va erigir a l'època romana d'Orient. Els arqueòlegs tracen la seva història fins al segle vi. A l'església s'hi ha descobert antigues catacumbes; la seva datació és incerta. Una de les coves de sepeli és especialment grandiosa, amb una porta decorada amb talles de corones, vinyes i ceps de raïm a la seva entrada.
Els veïns consideren que Santa Bàrbara ha estat la més antiga i sagrada de les esglésies d'Aboud. Els cristians palestins visiten l'església cada any el 17 de desembre per celebrar el festival del Dia de Santa Bàrbara. El 31 de maig de 2002, l'exèrcit israelià va destruir l'església. Els militars israelians van afirmar que ignoraven la importància de l'església i la van enderrocar per error.
L'església d'Al-Abudiyah, també coneguda com a Església de Santa Maria, està situada al centre d'Aboud. Durant molt de temps es creia haver estat fundada durant el període de les croades a Palestina, quan es coneixia com a Casale Santa Maria. Però, una inscripció en arameu sobre una volta a l'església, trobada durant els treballs de restauració de finals del segle xx, indica que va ser fundada abans de l'arribada dels croats, però va caure en mal estat. Segons la inscripció, l'església va ser reconstruïda en 1058 durant el Califat Fatimita. Al segle xviii s'hi va construir un mur addicional, així com diverses finestres i portes.
Les restauracions es van dur a terme el 1997. El guix de ciment a la volta de l'església va ser reemplaçat per un morter tradicional, es van netejar les pedres dins de l'església, es va repartir l'atri i es va construir una muralla nord reforçada. En 2013 cristians del Regne Unit van treballar en un projecte amb el cor de l'església de Santa Maria per gravar The Mary Prayers com a iniciativa de recaptació de fons. Els guanys procedents de les vendes del CD o les baixades es dirigeixen a projectes humanitaris per als musulmans i els cristians d'Aboud.
Altres esglésies locals són una dedicada a St. Teodor (situat al centre del poble) i a Santa Anastàsia (al sud del poble). Totes dues són dels segles VII-VIII.